# Karl Helfferich
Karl Helfferich, född 22 juli 1872 i Neustadt an der Haardt, död 23 april 1924 vid en järnvägsolycka i Sankt Gotthardspasset, var en tysk nationalekonom, bankman och politiker.
Helfferich blev 1899 docent i statsvetenskap i Berlin, 1901 professor och samtidigt referent för ekonomiska ärenden i utrikesministeriets kolonialavdelning, där han 1905 blev föredragande råd. Han var 1906-08 direktör för anatoliska järnvägen och från 1908 till januari 1915 direktör för Deutsche Bank, på vilken post han ofta togs till råds av regeringen i statsfinansiella frågor. Under tiden februari 1915 till maj 1916 var han finansminister och därefter till augusti 1917 inrikesminister och till november samma år rikskanslerns ställföreträdare (från mars 1915 till november 1917 även medlem av preussiska statsministeriet).
Mot hans ledning av krigsfinanserna anmärktes, att han underlät att i tid anlita effektiv beskattning av kapital och krigsvinster för krigsutgifternas täckande. Han motsatte sig energiskt i det längsta det oinskränkta ubåtskriget och förmåddes efter beslutet (januari 1917) om dess tillgripande endast med yttersta svårighet att ej avgå. Särskilt i riksdagens utskottsförhandlingar förde han med kraft regeringens talan, ej sällan under skarpa sammanstötningar med socialisterna och centermannen Matthias Erzberger. 
Vid Theobald von Bethmann Hollwegs avgång i juli 1917 begärde även Helfferich avsked, som emellertid vägrades. En plan att göra honom till utrikesminister strandade på parlamentariskt motstånd, och han fick i stället till uppdrag att förbereda särskilt de ekonomiska bestämmelserna i blivande fredsfördrag. Därmed sysslade han även efter sin avgång som minister, tills han i juli 1918 utsågs att efterträda den mördade greve Wilhelm von Mirbach-Harff som tysk ambassadör i Moskva. Han vistades endast där i nio dagar och kunde inte uträtta något, till stor del på grund av sovjetregeringens då ytterst osäkra ställning till följd av ryska inbördeskriget; dessutom ogillade han utrikesminister Paul von Hintzes på samförstånd med sovjetregeringen inriktade politik. Han blev snart hemkallad och erhöll 3 september samma år formellt avsked.
Helfferich blev 1920 ledamot av riksdagen, där han tillhörde de mest stridbara ledande männen inom Deutschnationale Volkspartei. Han uppträdde ofta i skadeståndsfrågan med skarp kritik mot Joseph Wirths och Walther Rathenaus så kallade "uppfyllelsepolitik". Helfferich invaldes som utländsk ledamot av svenska Vetenskapsakademien 1918.